# اس‌ای‌اس سامرست
اس‌ای‌اس سامرست (به انگلیسی: SAS Somerset) یک کشتی است که طول آن ۴۵٫۷۲ متر (۱۵۰٫۰ فوت) می‌باشد. این کشتی در سال ۱۹۴۱ ساخته شد.